# نازموتدینوو
نازموتدینوو (به لاتین: Nazmutdinovo) یک منطقهٔ مسکونی در روسیه است که در باشقیرستان واقع شده‌است.